# Flinte und Frauenzimmer
Die Frauenbuchhandlung Frauenzimmer und die angeschlossene flinte (vormals Frauencafê) befanden bzw. befinden sich in der Langen Gasse im 8. Wiener Gemeindebezirk, der Josefstadt. Beide Institutionen wurden 1977 gegründet, die Buchhandlung wurde 2007 geschlossen. Cis-Männern ist der Zutritt verwehrt.

## Frauenzimmer
1977 gründeten feministische und lesbische Aktivistinnen die erste Frauenbuchhandlung und das erste, bislang einzige Frauencafé in Wien. Die Inneneinrichtung stammt von der Architektin Ülküm Fürst, erste Buchhändlerin war Jane Wegscheider Hyman. Rasch entwickelte sich die Institution zum Ausgangspunkt zahlreicher feministischer Projekte, Aktionen und Publikationen. Regelmäßig wurden – und werden nach wie vor im Frauencafé – Konzerte, Filmabende, Lesungen und Ausstellungen veranstaltet. Im Jahr 2000 übersiedelte die Buchhandlung in den 7. Wiener Gemeindebezirk, nach Neubau, 2007 musste sie schließen.

## Flinte
Die flinte (vormals Frauencafé) ist basisdemokratisch organisiert und bezeichnet sich als „feministische Kneipe“ sowie als „Ort feministischer Kollektivierung und Auseinandersetzung“.

„Für uns geht es nicht darum, dass alle Menschen und Projekte in der flinte dieselbe Politik teilen, sondern dass eine kritische und respektvolle Auseinandersetzung über Feminismen geführt wird. Ein offener Raum zu sein, in dem anerkannt wird, das es nicht den einen Feminismus gibt, bedeutet aber nicht Beliebigkeit – Voraussetzung aller Debatten ist, dass unsere antidiskriminatorischen Grundsätze geteilt werden.“

## Weblink
- Website der flinte, Wien

## Nachweise
1. ↑  Josefstädterinnen: Frauencafé und Frauenbuchhandlung „Frauenzimmer“, abgerufen am 21. Februar 2014
2. ↑  Grundsätze des Kollektivs der flinte